# شركة القدس لصناعة الطيران
شركة القدس لصناعة الطيران (كما وردت قدس) هي شركة الطيران المملوكة للدولة الإيرانية أنشئت في عام 1985. وهي مُتخصصة في الطائرات بدون طيار.
شُكِّلت في إطار الحرس الثوري . في أوائل عام 1998 أعيد تنظيمها تحت منظمة صناعات الفضاء. اعتبارًا من عام 2011، لديها مئات الموظفين.
تشمل المنتجات والخدمات:
- طائرات بدون طيار تصنيع: قدس صايغ، طلاش، ومهاجر.[1]
- تطوير مجموعة متنوعة من المظلات (مظلات الموظفين الحر، ومظلات ستراتو كلاود، ومظلات أوفوغ، ومظلات فختي) [2]
- تصنيع الطائرات الشراعية التي تعمل بالطاقة؛
- تصنيع وتصميم أنظمة محطات المراقبة الأرضية (GCS) والصور والاستهداف وأنظمة التتبع البصري والطيران.